# Hayden Kho
Hayden Kho, Jr. (nacido el 20 de mayo de 1980 en Manila) es un personaje de celebridad, médico estético, empresario, actor y modelo filipino. En 2011, lanzó su propia marca homónima de perfumes o fragancias llamada "Hayden". Actualmente conduce un programa de televisión llamado "Paparazzi", que se difunde en la red televisiva de TV5. Reveló recientemente que él se dedica a colaborar a uno de los dermatólogos más reconocidos de su país, Vicki Belo, desde diciembre de 2010. 

## Biografía
De madre hispano-filipina y padre chino, estudió en el Grace Christian High School, una escuela china perteneciente a un grupo de cristianos chinos. Luego se matriculó en el curso de pre-medicina, B.S. Tecnología Médica en la Universidad de Santo Tomas desde 1997 a 2001. Kho fue elegido por el rector de la Universidad de Santo Tomás, para formar parte del equipo universitario de baloncesto. En la misma universidad se graduó, en la Facultad de Medicina y Cirugía en 2005. Durante sus estudios, se unió a la fraternidad de Zeta Beta Mu, donde fue presidente de las misiones médicas. Antes de 2007, Kho fue elegido Presidente de la Asociación de Medical Center en Makati. Kho también realizó cursos en París, Francia, para especializarse en Medicina Anti-Aging. Actualmente es condiderado una celebridad cirujano cosmético junto a Vicky Belo.

## Televisión
| Año  | Título                              | Caracteres/Personaje | Notas           | Canal   |
| 2011 | Gandang Gabi, Vice!                 | Himself              | Guest           | ABS-CBN |
| 2011 | Paparazzi                           | Himself              | Host            | ABC TV5 |
| 2009 | Darna                               | Danny                | Cameo           | GMA-7   |
| 2008 | Luna Mystika                        | Dr. Jonas            | Guest cast      | GMA-7   |
| 2008 | Ako si Kim Sam Soon                 | Dr. Henry            | Lead Role       | GMA-7   |
| 2007 | Marimar                             | Dr. Hayden Miranda   | Supporting Role | GMA-7   |
| 2007 | Celebrity Duets: Philippine Edition | Contender            | Performer       | GMA-7   |